# 新桜台駅
新桜台駅（しんさくらだいえき）は、東京都練馬区桜台一丁目にある、西武鉄道西武有楽町線の駅である。駅番号はSI38。

## 歴史
当初、西武有楽町線には途中駅を設ける計画はなかったが、練馬駅付近での工事が非常に難航して建設期間の長期化が見込まれた。そこで当駅を暫定的に終着駅として設置し、小竹向原から当駅間を一旦部分開業した。しかし他の西武鉄道路線と接続していなかったため、部分開業時点では帝都高速度交通営団（営団地下鉄）有楽町線からの営団車両を用いた片乗り入れが行われていた。
当駅と池袋線との連絡は桜台駅で行うものとされていたが、両駅間は徒歩6 - 7分と離れている上、各駅停車しか停車しない桜台駅よりも池袋駅での乗り換えが便利であることから、乗継目的を含め当初から利用者は少なかった。そのため1994年に全線開業までの間は西武有楽町線は本来の目的である「池袋線と営団地下鉄有楽町線との連絡」を果たしていなかった。このような経緯から実質的に当駅は「営団地下鉄有楽町線の支線の終着駅」として扱われていた。
当駅のデザインやサインシステムにおいては、部分開業当初は実質「営団地下鉄の支線」だったことや、駅の建設を営団側に委託した 経緯から当時の営団地下鉄と同じ仕様で統一されていたが（例えば、営団地下鉄の駅でよく見られた「○電車がきます」などの表示器）、開業後の駅の管理は当初から西武側が行っていたため、西武鉄道の社員が駅業務を担当していた。
全線開業後は駅名標や運賃表など一部に西武仕様のものが導入されたため、異なるデザインが入り混じった非常に珍しい駅となった。ただし、西武グループ再編に伴う新CI導入によるサインシステムの一新、副都心線開業、東急・横浜高速鉄道への乗り入れ開始などに伴う案内更新により、2013年までに大半が西武仕様のものに交換されており、営団仕様の案内は壁面の帯や乗車位置案内などごくわずかに残る程度となっている。

### 年表
- 1983年（昭和58年）10月1日 - 西武有楽町線（新桜台 - 小竹向原間）の終着駅として開業[1]。
- 1994年（平成6年）12月6日 - 西武有楽町線の全線開業（ただし、当駅 - 練馬間は単線による暫定開業）に伴い、中間駅となった[3]。
- 1998年（平成10年）3月26日 - 西武有楽町線の当駅 - 練馬間の複線化により、池袋線所沢・飯能方面への直通運転を開始。
- 2008年（平成20年）6月14日 - 同日開業の東京メトロ副都心線と相互直通運転を開始。
- 2013年（平成25年）3月16日 - 副都心線、東急東横線、横浜高速鉄道みなとみらい線を経由し飯能駅と元町・中華街駅間の直通運転が開始されたことに伴い、新たに快速急行停車駅となる。
- 2017年（平成29年）3月25日 - 有料座席指定列車「S-TRAIN」の運行開始により、当駅を通過する営業列車が初めて設定される。
- 2020年（令和2年）3月14日 - 快速急行（Fライナー含む）の停車駅から外れる。

## 駅構造
相対式ホーム2面2線を有する地下駅。環七通り（東京都道318号環状七号線）の直下に位置する。エレベーター3基（地上 - 改札階間1基、改札階 - ホーム間2基）、エスカレーター2基（改札階 - ホーム間）、多機能トイレが設置されている。
西武鉄道が管理する駅としては、唯一の地下駅である。

### のりば
| ホーム | 路線         | 方向 | 行先                             |
| ------ | ------------ | ---- | -------------------------------- |
| 1      | 西武有楽町線 | 上り | 小竹向原・新木場・渋谷・横浜方面 |
| 2      | 西武有楽町線 | 下り | 練馬・所沢・飯能方面             |

（出典：西武鉄道:駅構内図）

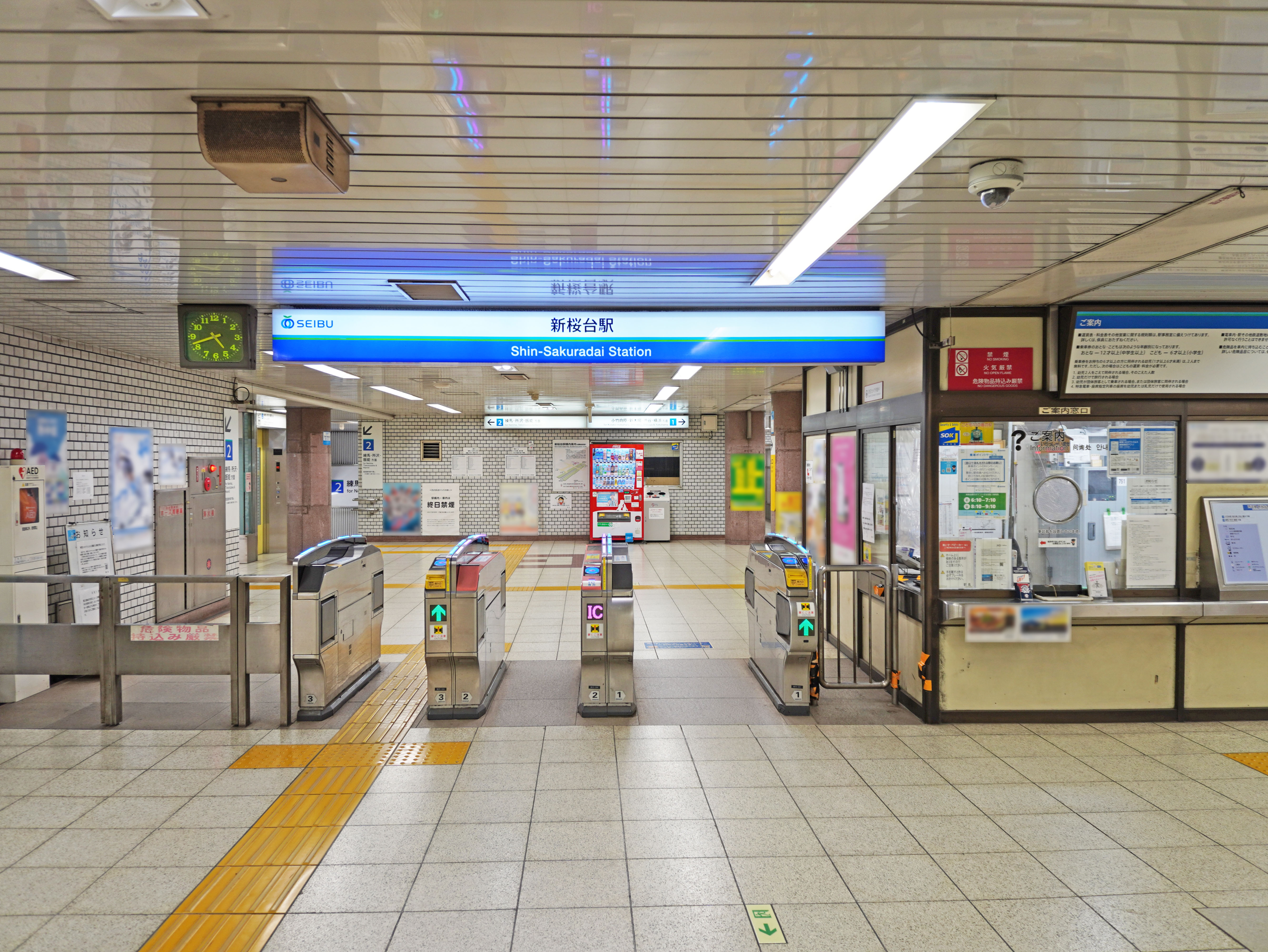
改札口（2022年8月）
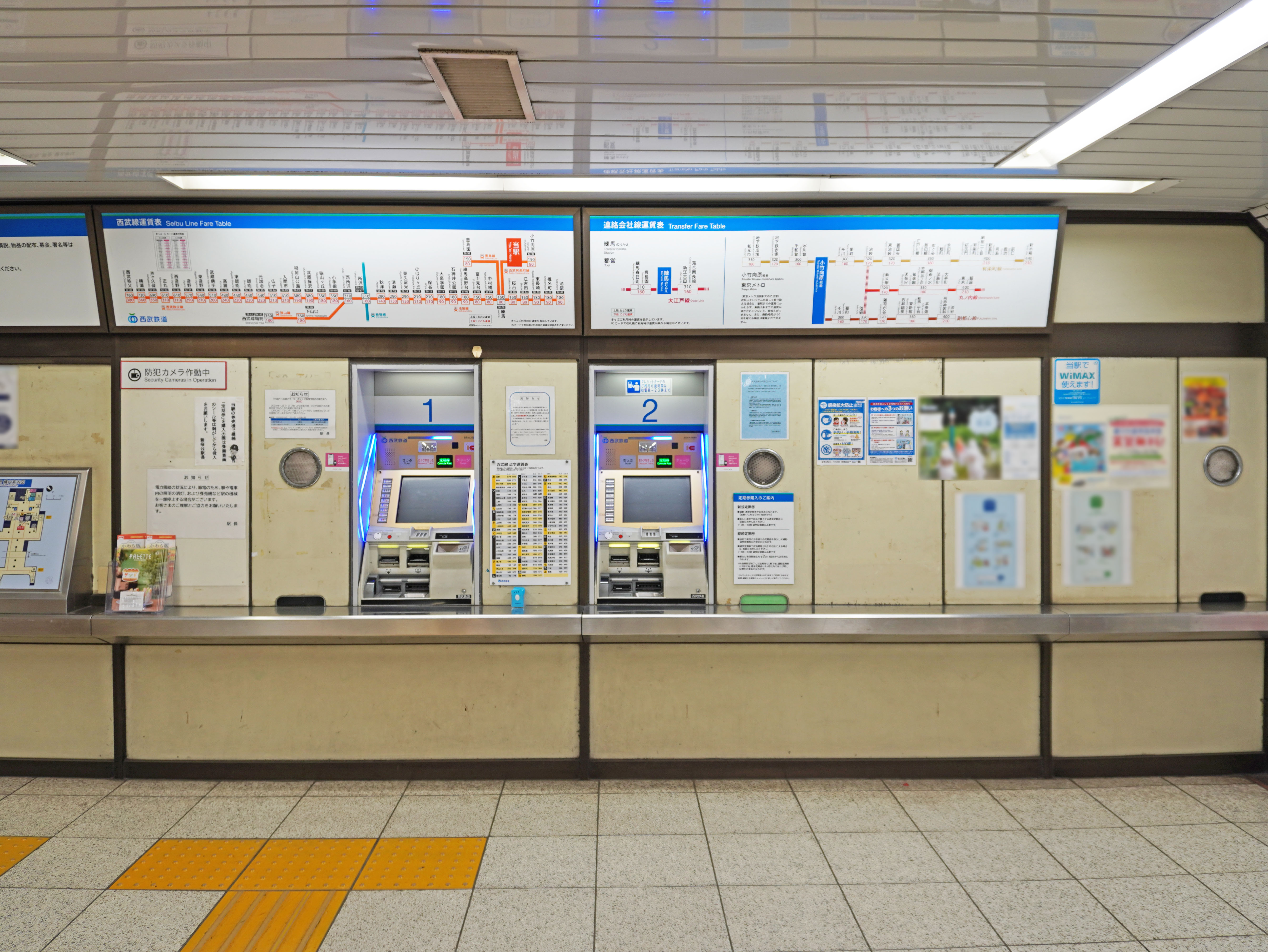
自動券売機（2022年8月）
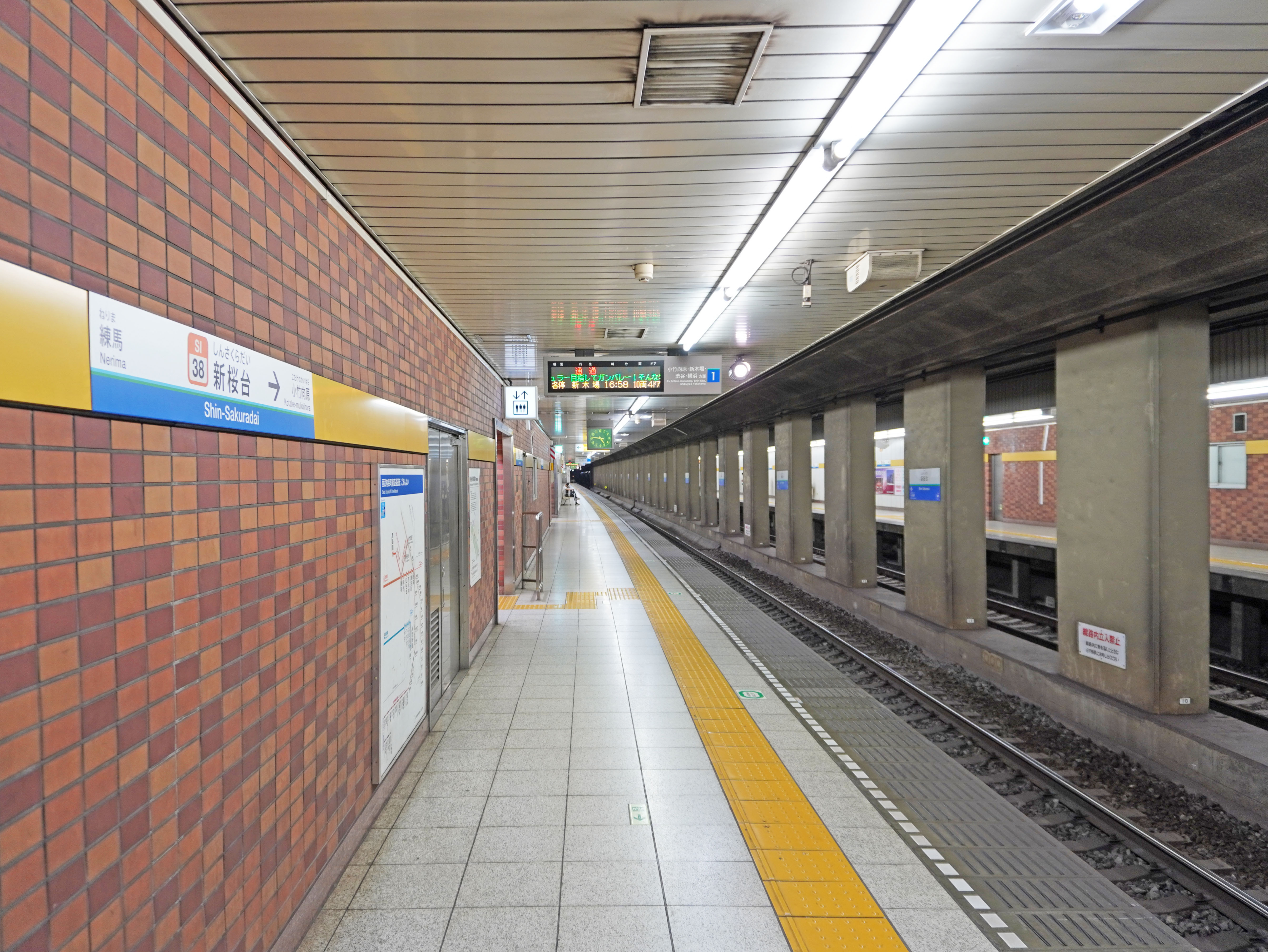
1番ホーム（2022年8月）
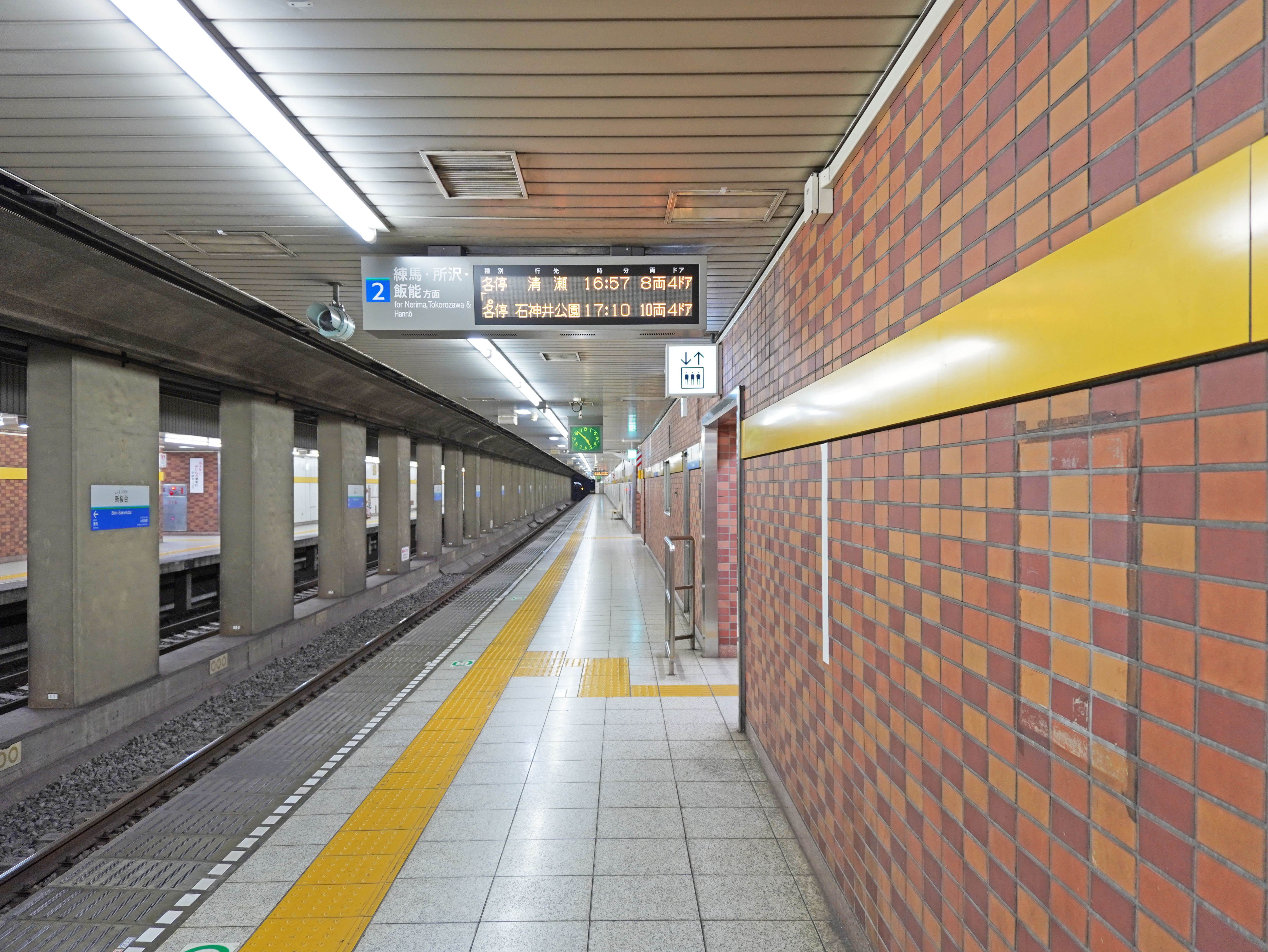
2番ホーム（2022年8月）

### 出入口
- 1番（練馬区桜台一丁目28番）
- 2番（練馬区栄町18番）
- 3番（練馬区羽沢二丁目1番）改札階行きエレベーターあり
- 4番（練馬区羽沢一丁目7番）

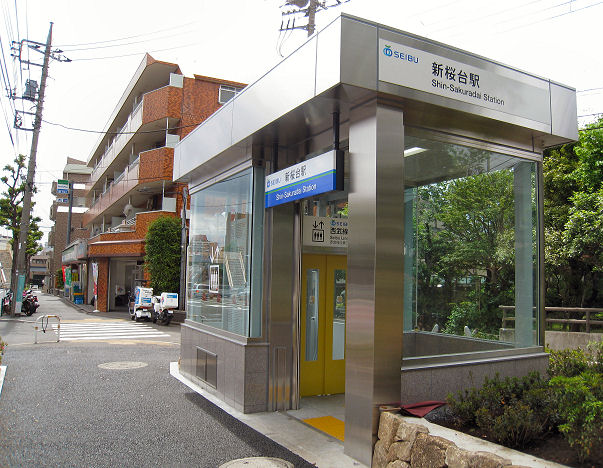
地上と改札階を結ぶエレベーター（2008年5月）

## 利用状況
2024年（令和6年）度の1日平均乗降人員は9,867人であり、西武鉄道全92駅中67位。
東京都区部にありながら乗降人員が1万人を割る数少ない駅の一つである。理由としては、東京地下鉄（東京メトロ）有楽町線・副都心線を利用して池袋・新木場・渋谷方面へ向かうためには、2社分の運賃が合算され割高になるためである。また、副都心線開業前は列車本数が少なかった（日中は1時間に4本）ことも影響している。そのため当駅ではなく、池袋線の江古田・桜台両駅、有楽町線・副都心線の小竹向原駅などを利用する住民が多い。2008年度統計では、副都心線開業により列車本数が倍以上に増えたことも影響し、乗降人員は1割以上増加している。
池袋線・有楽町線・副都心線のダイヤが大幅に乱れると、西武有楽町線が運転見合わせとなり、平常時のダイヤに復旧するまでは当駅に停車する列車が一本も運行されない場合がある。
近年の1日平均乗降・乗車人員の推移は下表の通りである。
| 年度               | 1日平均 乗降人員 | 1日平均 乗車人員 | 出典     |
| ------------------ | ---------------- | ---------------- | -------- |
| 1990年（平成02年） |                  | 3,945            | [ * 1 ]  |
| 1991年（平成03年） |                  | 4,276            | [ * 2 ]  |
| 1992年（平成04年） |                  | 4,408            | [ * 3 ]  |
| 1993年（平成05年） |                  | 4,395            | [ * 4 ]  |
| 1994年（平成06年） |                  | 4,249            | [ * 5 ]  |
| 1995年（平成07年） |                  | 3,505            | [ * 6 ]  |
| 1996年（平成08年） |                  | 3,315            | [ * 7 ]  |
| 1997年（平成09年） |                  | 3,236            | [ * 8 ]  |
| 1998年（平成10年） |                  | 3,090            | [ * 9 ]  |
| 1999年（平成11年） |                  | 2,850            | [ * 10 ] |
| 2000年（平成12年） | 5,085            | 2,721            | [ * 11 ] |
| 2001年（平成13年） | 4,774            | 2,611            | [ * 12 ] |
| 2002年（平成14年） | 4,695            | 2,556            | [ * 13 ] |
| 2003年（平成15年） | 4,707            | 2,534            | [ * 14 ] |
| 2004年（平成16年） | 4,715            | 2,539            | [ * 15 ] |
| 2005年（平成17年） | 4,743            | 2,551            | [ * 16 ] |
| 2006年（平成18年） | 4,913            | 2,640            | [ * 17 ] |
| 2007年（平成19年） | 5,284            | 2,829            | [ * 18 ] |
| 2008年（平成20年） | 5,894            | 3,103            | [ * 19 ] |
| 2009年（平成21年） | 6,378            | 3,345            | [ * 20 ] |
| 2010年（平成22年） | 6,398            | 3,346            | [ * 21 ] |
| 2011年（平成23年） | 6,407            | 3,231            | [ * 22 ] |
| 2012年（平成24年） | 6,663            | 3,415            | [ * 23 ] |
| 2013年（平成25年） | 7,365            | 3,817            | [ * 24 ] |
| 2014年（平成26年） | 8,033            | 4,127            | [ * 25 ] |
| 2015年（平成27年） | 8,351            | 4,290            | [ * 26 ] |
| 2016年（平成28年） | 8,775            | 4,512            | [ * 27 ] |
| 2017年（平成29年） | 9,228            | 4,737            | [ * 28 ] |
| 2018年（平成30年） | 9,532            | 4,888            | [ * 29 ] |
| 2019年（令和元年） | 9,923            | 5,079            | [ * 30 ] |
| 2020年（令和02年） | 6,986            |                  |          |
| 2021年（令和03年） | 7,999            |                  |          |
| 2022年（令和04年） | 8,716            |                  |          |
| 2023年（令和05年） | 9,386            |                  |          |
| 2024年（令和06年） | 9,867            |                  |          |

## 駅周辺
- 環七通り - 当駅近くに「羽沢」バス停留所がある。
- 武蔵大学・武蔵中学校・高等学校
- 武蔵野音楽大学
- 練馬東税務署
- 桜台地域集会所
- 練馬区立開進第三小学校
- 練馬区立開進第四小学校
- 練馬桜台二郵便局
- 西武池袋線 - 江古田駅（約500m）・桜台駅（約700m）
- 正久保通り - 通りの約900m先に東京メトロ有楽町線・副都心線の氷川台駅。
- ライフ 新桜台駅前店
- 練馬警察署　羽沢交番

## バス路線
環七通りの当駅直上に羽沢停留所があり、以下の路線バスが発着する。国際興業バスと関東バスでは羽沢（新桜台駅）と案内している。
- 都営バス
  - 王78：王子駅前・大和町 / 新宿駅西口・杉並車庫前
- 国際興業バス・関東バス（国際と関東の共同運行）
  - 赤31：赤羽駅東口 / 高円寺駅北口

## 隣の駅
西武鉄道
 西武有楽町線
■快速急行
通過
■急行（臨時列車のみ）・■快速・■準急・■各駅停車
小竹向原駅 (SI37) - 新桜台駅 (SI38) - 練馬駅 (SI06)